# Parlamentswahl in Burundi 2005
Die Parlamentswahl in Burundi 2005 fand am 4. Juli im zentralafrikanischen Burundi statt. Die Wahlen wurden von Beobachtern als weitgehend frei, fair und transparent bezeichnet. 26 Parteien und einige unabhängige Kandidaten bewarben sich um die 100 Sitze der Nationalversammlung von Burundi. Nur acht dieser Parteien traten allerdings in sämtlichen 17 Wahlbezirken des Landes an. Die Wahlen markierten den Abschluss des Friedensabkommens von Arusha aus dem Jahr 2000, das den Bürgerkrieg in Burundi zwischen den Volksgruppen der Hutu und der Tutsi beenden sollte. Als klarer Sieger mit nahezu 60 % der Stimmen ging die Partei Conseil national pour la défense de la démocratie – Forces de défense de la démocratie, Nationaler Rat für die Verteidigung der Demokratie – Kräfte für die Verteidigung der Demokratie (CNDD-FDD) aus den Wahlen hervor. Die neu gewählten Parlamentarier bestimmten anschließend am 19. August Pierre Nkurunziza zum Präsidenten von Burundi.

## Ergebnisse
| Listen                                                                                            | Stimmen   | %    | Mandate |
| ------------------------------------------------------------------------------------------------- | --------- | ---- | ------- |
| Conseil national pour la défense de la démocratie – Forces de défense de la démocratie (CNDD-FDD) | 1.417.800 | 58,6 | 59      |
| Front pour la démocratie au Burundi (FRODEBU)                                                     | 525.336   | 21,7 | 25      |
| Union pour le progrès national (UPRONA)                                                           | 174.575   | 7,2  | 10      |
| Conseil national pour la défense de la démocratie (CNDD)                                          | 100.366   | 4,1  | 4       |
| Mouvement pour la réhabilitation du citoyen-Rurenzangemero (MRC)                                  | 51.730    | 2,1  | 2       |
| Parti pour le redressement national (PARENA)                                                      | 42.223    | 1,7  | –       |
| Sonstige und Unabhängige                                                                          | 109.396   | 4,5  | –       |
| Kooptierte Mitglieder a                                                                           | –         | –    | 18      |
| Gesamt                                                                                            | 2.421.426 | 100  | 118     |
|                                                                                                   |           |      |         |
| Ungültige Stimmen                                                                                 | 24.575    | 1,0  |         |
| Wähler                                                                                            | 2.446.001 | 77,2 |         |
| Wahlberechtigte                                                                                   | 3.167.124 |      |         |
|                                                                                                   |           |      |         |
| Quelle: African Elections Database                                                                |           |      |         |

## Erläuterung: Sitzverteilung gemäß neuer Verfassung
In einem Verfassungsreferendum im selben Jahr hatte sich eine Mehrheit der Burundier dafür ausgesprochen, dass 60 % der Sitze in der Nationalversammlung den Hutu und 40 % den Tutsi vorbehalten sein sollten, außerdem 30 % der Sitze für Frauen. Weitere 18 Sitze wurden gemäß Verfassung anschließend von den Mitgliedern der Versammlung bestimmt („kooptiert“), darunter drei Vertreter der Minderheit der Twa. Das neue Wahlgesetz war zudem darauf ausgerichtet, ethnisch gebundene Parteien zu verhindern: In jedem Wahlkreis durften von drei Kandidaten auf einer Parteiliste nur zwei derselben Ethnie angehören. Da nur 24 % der Gewählten Frauen waren, wurden 12 Frauen anschließend „kooptiert“, ebenso 11 Tutsi, um das Wahlergebnis an die vorgeschriebene Gewichtung anzupassen.